# シエーナ県

シエーナ県
Provincia di Siena

シエーナ県（シエーナけん、Provincia di Siena）は、イタリア共和国トスカーナ州の県の一つ。県都はシエーナ（シエナ）。カナ転記としては「スィエーナ」が現地音に近い。

## 地理

### 位置・広がり
トスカーナ州東南部に位置し、南東にラツィオ州およびウンブリア州と境界を接する。県都シエーナは県域の北東部に位置し、州都フィレンツェから南へ約50km、グロッセートから北北東へ約64km、ペルージャから西北西へ約89km、首都ローマから北北西へ約183kmの距離にある。
隣接する県は以下の通り。
- 北 - フィレンツェ県
- 北東 - アレッツォ県
- 南東 - ヴィテルボ県 （ラツィオ州）、テルニ県、ペルージャ県（以上ウンブリア州）
- 南西 - グロッセート県
- 北西 - ピサ県

### 県内の地域と主要な都市
2001年の国勢調査に基づく居住地区（Località abitata）別人口統計によれば、人口5000人以上の都市は以下の通り。
- シエーナ - 43,515人
- ポッジボンシ - 21,369人
- コッレ・ディ・ヴァル・デルザ - 15,243人
- アッバディーア・サン・サルヴァトーレ - 6,652人
- シナルンガ - 6,123人
- キアンチャーノ・テルメ - 6,065人
- トッリータ・ディ・シエーナ - 5,065人

- シエーナ
- コッレ・ディ・ヴァル・デルザ
- シナルンガ
- モンテプルチャーノ

## 行政区画
シエーナ県には35のコムーネが属する。主要なコムーネ（人口8,000人以上）は下表の通り。左端の数字はISTATコードを示す。人口は2024年1月1日現在。
右の地図中の番号は、コムーネのISTATコード下3桁を示す。下表に掲げた主要なコムーネのうち、地図中に名称を記さなかったものについては、番号を太字で示した。
| コード | 自治体名                         | 人口   |
| ------ | -------------------------------- | ------ |
| 052032 | シエーナ                         | 53,011 |
| 052022 | ポッジボンシ                     | 28,191 |
| 052012 | コッレ・ディ・ヴァル・デルザ     | 21,621 |
| 052015 | モンテプルチャーノ               | 13,237 |
| 052033 | シナルンガ                       | 12,016 |
| 052016 | モンテリッジョーニ               | 10,027 |
| 052034 | ソヴィチッレ                     | 9,924  |
| 052017 | モンテローニ・ダルビア           | 9,060  |
| 052006 | カステルヌオーヴォ・ベラルデンガ | 8,961  |
| 052011 | キウージ                         | 8,176  |

21世紀に入って以降、以下のコムーネ統廃合 (it:Fusione di comuni italiani) が行われている。
2017年
- サン・ジョヴァンニ・ダッソがモンタルチーノに編入

## 文化・観光
県には以下のユネスコ世界遺産がある。
- ピエンツァ市街の歴史地区 （ピエンツァ）
- サン・ジミニャーノ歴史地区 （サン・ジミニャーノ）
- シエーナ歴史地区 （シエーナ）
- ヴァル・ドルチャ